# Venetia Dearden
 (décembre 2011).
Si vous disposez d'ouvrages ou d'articles de référence ou si vous connaissez des sites web de qualité traitant du thème abordé ici, merci de compléter l'article en donnant les références utiles à sa vérifiabilité et en les liant à la section « Notes et références ».
Pour les articles homonymes, voir Dearden.
Venetia Dearden est une  photographe londonienne, née en 1975 à Hay-on-Wye. Ses talents artistiques vont lui permettre de s'ancrer dans le monde de la photo.

## Biographie
Venetia Dearden grandit avec son père, ses trois frères, et une mère passionnée de photographie. Elle quittera son village noël à l'âge de 5 ans pour aller habiter dans le Somerset.
Plus tard, elle s'installe avec ses frères dans une grande maison où les gens allaient et venaient comme bon leur semblait.
À 15 ans, elle va prendre ses premiers cours de photographie en noir et blanc, et part en stage en Afrique orientale.
De 1995 à 1997, elle fait des études à l'université d’Édimbourg. Par la suite, elle émigre au Pérou où elle enseigne et continue à exercer la photographie. Lors de ce voyage, elle rencontre des français vivant à Perpignan, où elle aura l'occasion plus tard de séjourner et de participer au festival Visa pour l'image. Elle y rencontre tous les "grands" de la photographie. À 20 ans, sa carrière est lancée.
À  24 ans, Venetia Dearden obtient un diplôme d'anthropologie. Elle voyage à travers la Birmanie, puis en Virginie où elle est encadrée par Melford Taylor.
Elle est acceptée dans un cours de troisième cycle en photojournalisme au London college of printing  à Londres, où elle s'installe pour étudier.
De 2000 à 2004, elle s'immerge dans le monde du flamenco à Grenade, en Andalousie. Ce travail devait aboutir à des parutions dans divers magazines.
Par la suite, elle s'investit dans des missions humanitaires, voyageant entre l’Europe, l'Afrique et l'Asie. Durant cette période, elle fait également deux expositions à Londres.
C'est en 2005 quelle commence son travail sur Somerset où elle part sur les routes pour photographier les gens en marge de la société, vivant dans des roulottes, sur les bords des routes, fuyant la société de consommation.
Cette série de photographies fut présentée deux années consécutives au National Portrait Gallery.
Elle reçoit le prix Vic Odden en 2011.

## Photographies
Le monde occidental est critiqué par le biais de ses photographies: on y observe de près les conventions sociales, la famille, et le poids de la morale, sans cesse remises en question dans un cadre où vivre au jour le jour suffirait au bonheur.[réf. nécessaire]
Ses photographies ne parlent pas seulement d'humanisme mais expriment, au-delà de toute opinion politique et culturelle, un profond désir de partage.[réf. nécessaire]